# Livre VIII des Fables de La Fontaine
Le Livre VIII des Fables de La Fontaine est paru en 1678 et contient :
1. La Mort et le Mourant
2. Le Savetier et le Financier
3. Le Lion, le Loup et le Renard
4. Le Pouvoir des fables
5. L'Homme et la Puce
6. Les Femmes et le Secret
7. Le Chien qui porte à son cou le dîné de son maître
8. Le Rieur et les Poissons
9. Le Rat et l'Huître
10. L'Ours et l'Amateur des jardins
11. Les Deux Amis
12. Le Cochon, la Chèvre et le Mouton
13. Tircis et Amarante
14. Les Obsèques de la lionne
15. Le Rat et l'Éléphant
16. L'Horoscope
17. L'Âne et le Chien
18. Le Bassa et le Marchand
19. L'Avantage de la science
20. Jupiter et les Tonnerres
21. Le Faucon et le Chapon
22. Le Chat et le Rat
23. Le Torrent et la Rivière
24. L'Éducation
25. Les Deux Chiens et l'Âne mort
26. Démocrite et les Abdéritains
27. Le Loup et le Chasseur